# Оствауд
Оствауд (нід. Oostwoud) — село в нідерландській провінції Північна Голландія. Входить до муніципалітету Медемблік.
Його площа — 9,67 км², а населення станом на 2021 рік становило 875 осіб.

## Галерея

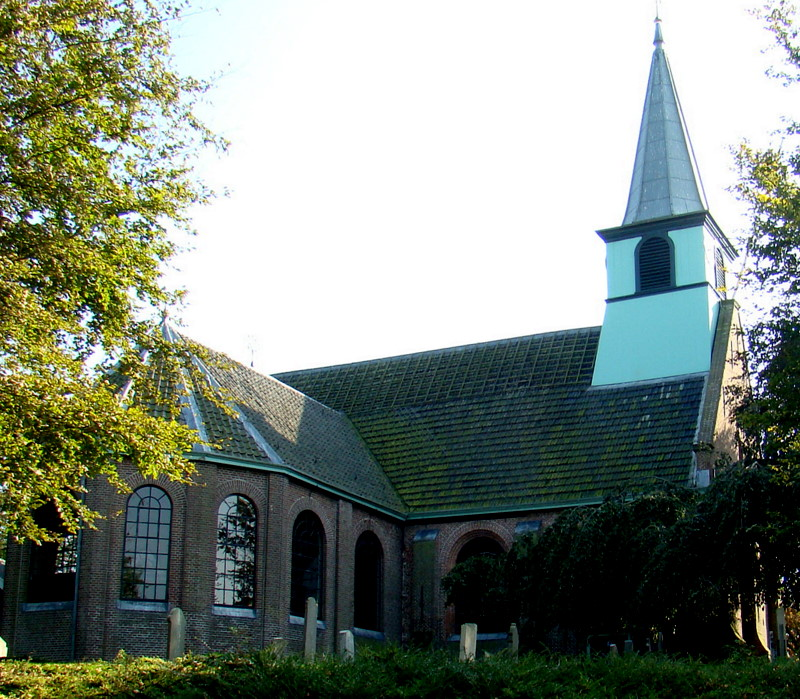
Реформістська церква
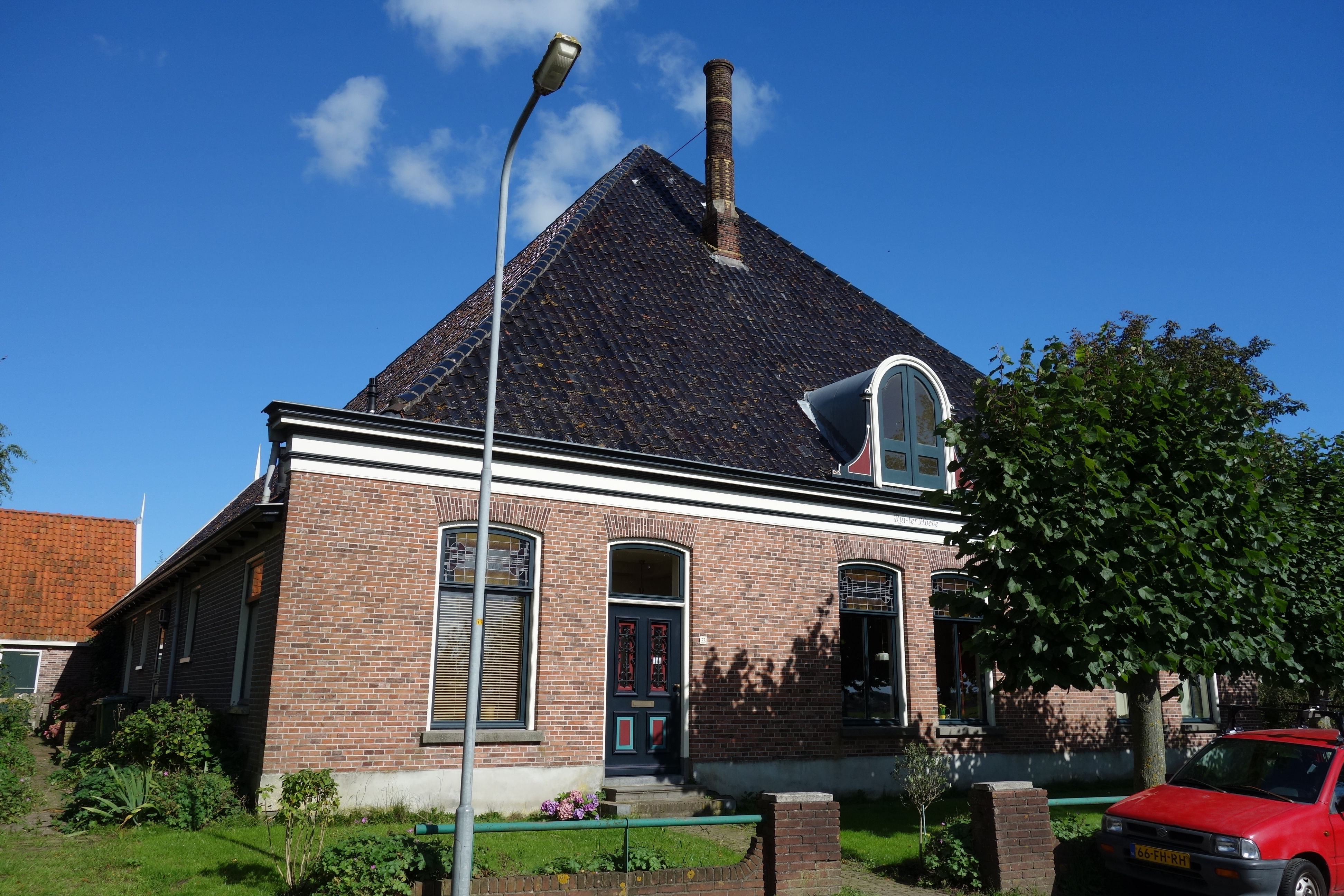
Ферма в Оствауді